# Kh-59 Ovod
O Kh-59 Ovod (em russo:  Х-59 Овод 'Gadfly'; AS-13 'Kingbolt') é um Míssil de cruzeiro russo guiado por TV com uma variante com maior ogiva e motor turbofan. Inicialmente era um míssil para ataque ao solo, mas a variante Kh-59MK é antinavio.

## Desenvolvimento
Foi baseado inicialmente no Raduga Kh-58 (AS-11 'Kilter'), porém foi abandonado devido a velocidade muito alta para visualização de aquisição de alvos.
A Raduga OKB desenvolveu o Kh-59 nos anos de 1970 como uma versão de longo alcance do para o Kh-25 (AS-10 'Karen'),  como armamento padrão de precisão para o Su-24M e últimos modelos de MiG-27. Os sensores elétrico-opticos para essas e outras armas, caso do Kh-29 (AS-14 'Kedge') e bombas matriz KAB-500 Kr, foram desenvolvidos pela S A Zverev NPO em Krasnogorsk.
Acredita-se que o desenvolvimento da Kh-59M começou nos anos 1980. Detalhes do Kh-59M foram revelados no início dos anos de 1990.

## Design
O Kh-59 original é propulsionado por combustível sólido de foguete, e incorpora a aceleração pela cauda. Os estabilizadores dobráveis estão localizados na frente do míssil, com asas e leme na parte traseira. Os Kh-59 em cruzeiro ficam na altitude entre 7 metros acima da água ou 100-1.000 metros acima do solo com a ajuda de um radioaltímetro. Ele pode ser lançado à velocidade de 600 até 1,000 km/h em altitudes de 0,2 a 11 km e tem possibilidade de erro aproximado de 2 a 3 metros. É lançado de um pilone aeronáutico AKU-58-1.
O Kh-59ME possui um motor turbofan abaixo do corpo, apenas na frente das asas traseiras, porém mantém o acelerador pós combustível. Possui sistema duplo para navegação, consistindo em um inercial até a área do alvo e um de televisão para guia-lo até o alvo em si.
As coordenadas de alvo são determinadas antes do lançamento do míssil, e a primeira fase do voo é conduzida sobre orientação inercial. Na distância de 10 km do alvo, o sistema de controle por tv é ativado. O operador dentro da aeronave identifica o alvo visualmente e trava o míssil nele.
O motor turbofan 36MT foi desenvolvido para a classe de mísseis Kh-59M, sendo produzidos pela NPO Saturn da Rússia.

## História Operacional
O Kh-59 pode ser carregado pelo MiG-27, Su-17M3, Su-22M4, Su-24M, Su-25 e pela família Sukhoi Su-30 com o pod APK-9; mas só foi colocado em serviço no Su-24M pela Rússia.

## Variantes

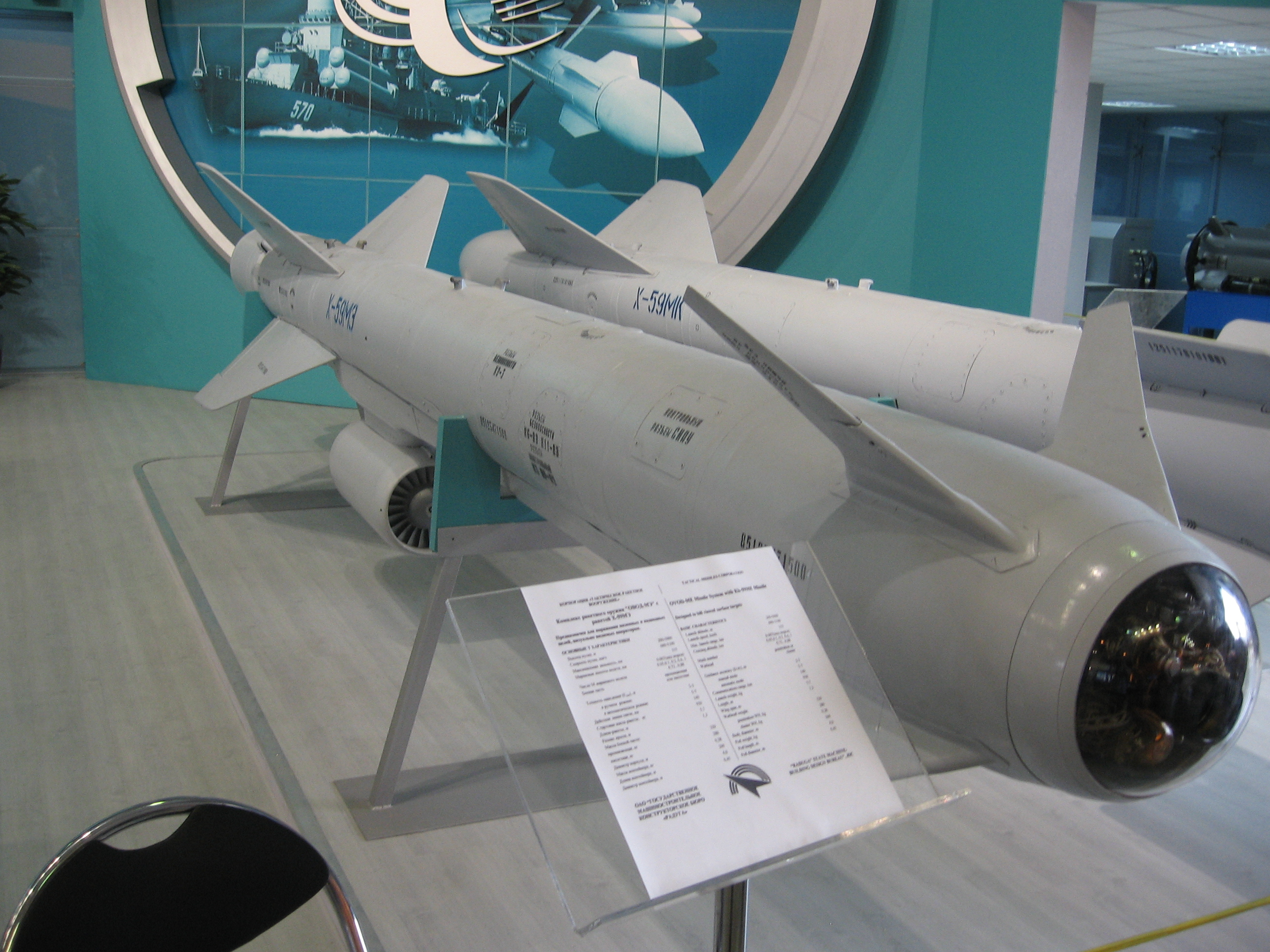
Kh-59ME

- Kh-59 (AS-13 'Kingbolt') - versão original com dois foguetes de combustível sólido. Apresentados em 1991; exportados como Kh-59 ou Kh-59E.[4]
- Kh-59M (AS-18 'Kazoo') - motor turbofan e ogiva maior. Alcande de 115 km.[1]
- Kh-59ME - 200 km de alcance para variante de exportação em 1999.[2]
- Kh-59MK - 285 km-range, variante antinavio com turbofan e sistema de radar ativo ARGS-59.[2]
- Kh-59MK2 - Variante para ataque ao solo do Kh-59MK (fire-and-forget).[2]
- Kh-59M2 - Kh-59M/Kh-59MK com novos sistemas de guia de TV/IIR, apresentados em 2004.[2]
- Kh-20 - possível nome para variante nuclear carregada por aviões da família Su-27.[2]
- Kh-59L - variante com guia a laser.[3]
- Kh-59T - variante com guia por TV no lugar de laser.
- Kh-59MK2 - AS-22 versão invisível, com propulsão de foguete ou turbofan, apresentada no MAKS 2015. A versão leve e compacta possui alcance de 290km (para exportação) e 550km (para mercado interno). Rumores sobre uma versão "especial" para Índia com alcance estendido para 350km.

Houve propostas de desenvolvimento para desenvolvimento do Kh-59M/ME com outras cargas, porém seu status de desenvolvimento é incerto.

## Operadores

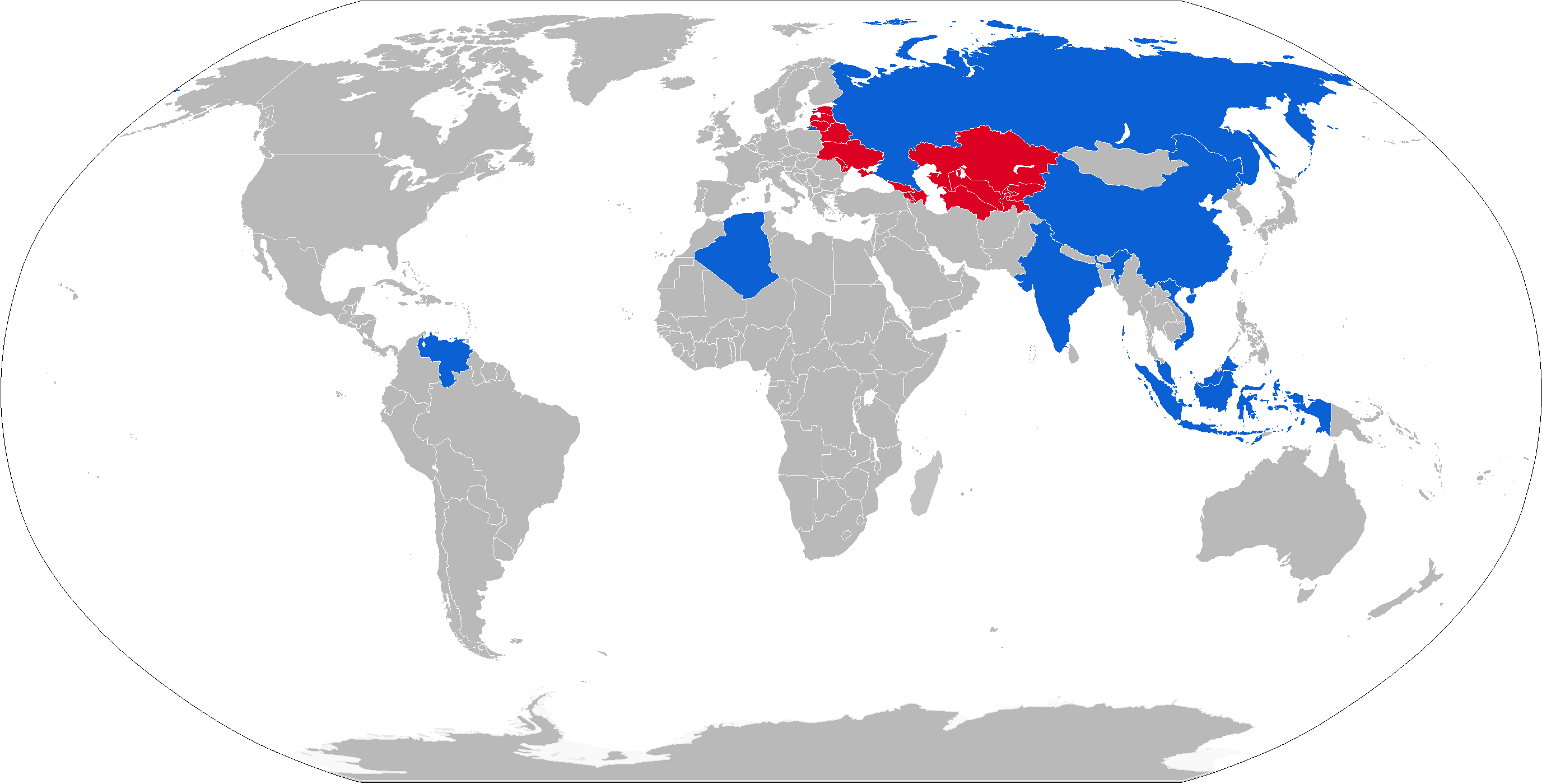
Operadores militares do Kh-59:
Operadores
Ex-operadores

### Operadores atuais
- Argélia: Força Aérea da Argélia[8]
- Rússia: Força Aérea Russa
- Índia: Força Aérea da Índia
- Venezuela: Força Aérea Venezuelana
- China: Força Aérea do Exército de Libertação Popular
- Malásia: Força Aérea Real da Malásia
- Indonésia: Força Aérea da Indonésia[9]
- VietnameForça Aérea do Vietnã
- Coreia do Norte

### Ex-operadores
União SoviéticaForça Aérea Soviética

## Armas similares
- AGM-130
- AGM-84E/H/K
- AGM-62 Walleye
- Kh-58 (AS-11 'Kilter')
- Kh-35 (AS-20 'Kayak')